# 우륵의 10곡 사팔혜
사팔혜(沙八兮)는 악사(樂師) 성열현(省熱縣) 사람 우륵(于勒)의 12곡 가운데 제10곡명으로 유희적인 농악(農樂)과 관련한 향가이다.

## 사팔혜(沙八兮) 곡명의 원전사료
- 《삼국사기》에 우륵이 지은 12곡 가운데 10곡은 사팔혜(沙八兮)[1]이다.

## 사팔혜(沙八兮) 곡명의 지명설
- 사팔혜(沙八兮)는 지금의 경남(慶南) 합천군(陜川郡) 초계(草溪)지역으로 비정한다.[2][3]
- 사팔혜(沙八兮)는 말송보화(末松保和)·양주동(梁柱東)·김동일(金東旭)·전중준명(田中俊明)은 합천군(陜川郡) 초계(草溪)[4]로 비정했다.
- 사팔혜(沙八兮)는 경상남도 합천군 초계지방의 옛 지명으로 밝혀진 이 곡은 우륵이 초계지방에서 불리던 민요 같은 노래를 가야금곡으로 편곡한 것으로 추정된다.[5]

## 사팔혜(沙八兮) 곡명의 지명과 분석
- 사팔혜(沙八兮)는 신라 진흥왕 때 우륵이 지은 가얏고 12곡의 하나.[6]라고 지명은 기록하지 않았다.
- 팔계현(八谿縣)은 본래 초팔혜현(草八兮縣)인데 경덕왕(景德王)이 개명하였다. 지금은 초계현(草谿縣)이다.[7][8]
- 《삼국사기》에, 번다하고 또 음란한 우륵의 12곡명은 5곡으로 과감히 축소하여[9][10] 신라의 대악(大樂)으로 발전한 것이므로 우륵의 12곡명은 국명으로 판단할 수 없다.
- 양주동(梁柱東)은 사팔혜(沙八兮)로 비정했으나 풀 초(草)자와 사(沙)자는 음사적으로 부합하지 않은데, 다만 8혜(八兮)에서 유추한 것으로 보인다.
- 신라의 《처용가(處容歌)》8구체 가운데 5구 ‘이2혜은오하어질고(二兮隱吾下於叱古)’, 6구 ‘이2혜은수지하언고(二兮隱誰支下焉古)’에서 5구를 ‘둘흔2 내해엇고’, 6구는 ‘둘흔2 뉘해언고’라고 해독하였다.
- 우륵의 12곡 가운데 열번째 곡명 사팔혜(沙八兮)는 농악대의 숫자를 상징한 유희 향가로 유추한다.[11]